# 先機企業集團
聯太工業有限公司，簡稱聯太工業（英語：United Pacific Industries Limited，港交所：0176），在1996年10月7日，由品德集團有限公司更名而來。現時經營承包生產原設備製造產品及充電式電池產品、手製、草坪及園藝工具、工業磁鐵及測量及計算工具。集團曾替愛立信代工充電器及於創辦人何先生任内投入生產充電式電池。
現時董事會主席David H Clarke，副主席徐乃成，總裁為Henry W Lim。總部位於香港中環德輔道中173號南豐大廈19樓1903-05室。現時廠房位於美國、新加坡、中國等地區。
曾旗下企業英發國際有限公司，由於出現嚴重虧損，已出售給第三者，旗下企業Spear & Jackson, Inc、Jade Precision Engineering Pte Ltd等企業。

## 連結
- UPI.com.hk